# Kevin Lynch (urbaniste)
Pour les articles homonymes, voir Kevin Lynch et Lynch.
Kevin Andrew Lynch est un urbaniste, architecte et enseignant américain né le 7 janvier 1918 à Chicago (Illinois) et mort le 25 avril 1984 à Martha's Vineyard (Massachussets). Son livre le plus connu est L'Image de la cité (The Image of the City) publié en 1960 aux États-Unis et traduit en 1969 en français.

## Biographie
Kevin Lynch a étudié à l'université Yale (1935-1937), auprès de Frank Lloyd Wright à Taliesin (1937-1939), à l'Institut polytechnique Rensselaer (1939-1940) et au MIT, où il obtient un baccalauréat universitaire en urbanisme (Bachelor's degree in city planning) en 1947.
Il y enseigne à partir de 1948, devenant assistant professor en 1949, puis associate professor en 1955 et enfin professeur en 1963. En 1978, il prend sa retraite et fonde avec Stephen Carr la firme Carr, Lynch and Associates.
Lynch a fourni au cours de sa carrière des contributions majeures dans le domaine du développement urbain par la recherche empirique sur la façon dont les individus perçoivent et naviguent dans le paysage urbain. Ses livres explorent la présence du temps et de l'histoire dans l'environnement urbain, comment les environnements urbains touchent les enfants, et comment tirer parti de la perception humaine de la forme physique des villes et des régions comme base conceptuelle d'une bonne conception urbaine.
Kevin Lynch meurt en 1984 dans sa maison de vacances de Martha's Vineyard.

## L'image de la cité
L'Image de la cité (The Image of the City), publié en 1960, est le résultat d'une étude de 5 ans codirigée par Kevin Lynch et György Kepes (en) menée avec David Crane, Bernard Frieden, William Alonso, Franck Hotchkiss, Richard Dober et Mary Ellen Peters au centre d'études urbaines et régionales du MIT sur la façon dont les utilisateurs perçoivent et organisent l'information spatiale alors qu'ils se déplacent dans une ville.
À partir de trois exemples de villes américaines (Boston, Jersey City, et Los Angeles), il examine « la qualité visuelle de la ville américaine en étudiant la représentation mentale de cette ville chez ses habitants » en s'attachant sur la lisibilité du paysage urbain, comprise comme la capacité d'en reconnaître les éléments caractéristique et de les organiser en un schéma cohérent. Ceux-ci sont l'image de la cité se répartissant selon les types formels suivants :
- les voies[7] (paths) : rues, canaux, chemins de fer, etc. le long desquels les utilisateurs se déplacent ;
- les limites[8] (edges) : éléments linéaires le long desquels les utilisateurs ne se déplacent pas, comme un rivage, une tranchée de chemin de fer, un mur, etc. ;
- les quartiers[9] (districts) : parties de villes identifiables par leur caractère général et utilisées comme repère ;
- les nœuds[10] (nodes) : points stratégiques dans lesquels on peut pénétrer, divisés en points de jonction (lieu où l'on change de système de transport, carrefour, etc.) et points de concentration (place fermée, point de rencontre, voire centre), les nœuds participent souvent des deux catégories ;
- les points de repère[11] (landmarks) : points stratégiques dans lesquels on peut pénétrer, qui servent de repère externe. Ils peuvent être lointains et vus de multiples endroits (tours isolées, dômes, collines, etc.), ou être plus locaux (boutique, enseigne, arbre, poignée de porte, etc.).

Dans ce livre, Kevin Lynch introduit également les notions de wayfinding (« opération qui consiste à trouver son chemin ») et d'imageability (« imagibilité »). L'Image de la cité a eu une influence importante et durable dans les domaines de la planification urbaine et de la psychologie environnementale. Pour Lynch, des relations se tissent entre les éléments et les êtres humains, ce qui donne "l'imaginibilité" de la ville. La ville est alors organisée par des images produites, on se trouve dans le performatif.

## Publications
- (en) Kevin Lynch, Tridib Banerjee (éditeur) et Michael Southworth (éditeur), City sense and city design : writings and projects of Kevin Lynch, Cambridge, Mass, MIT Press, 1990 (ISBN 0-262-12143-3)
- (en) Kevin Lynch, A theory of good city form, Cambridge, Mass, MIT Press, 1981, 514 p. (ISBN 0-262-12085-2)
- (en) Kevin Lynch, The image of the city, Cambridge, Mass, MIT Press, 1960 (ISBN 978-0-262-12004-3)
- (en) Kevin Lynch, Managing the sense of a region, Cambridge, MIT Press, 1976, 221 p. (ISBN 0-262-12072-0)
- (en) Kevin Lynch et Hack, Gary, Site planning, Cambridge, Mass, MIT Press, 1984 (réimpr. 1971), 3e éd. (1re éd. 1962) (ISBN 0-262-12106-9)
- (en) Kevin Lynch, A theory of good city form, Cambridge, Mass, MIT Press, 1981, 514 p. (ISBN 0-262-12085-2)
- (en) Donald Appleyard, Kevin Lynch et John Randolph Myer, The view from the road (OCLC 563479)
- (en) Kevin Lynch et Michael Southworth (éditeur), Wasting away, San Francisco, Sierra Club Books, 1990 (ISBN 0-87156-675-3)
- (en) Kevin Lynch, What time is this place, Cambridge, MIT Press, 1972, 277 p. (ISBN 0-262-12061-5)

### Publications traduites en français
- Kevin Lynch (trad. Marie-Françoise Vénard et Jean-Louis Vénard), L'Image de la cité [« The Image of the City »], Paris, Dunod, coll. « Aspects de l'urbanisme », 1969 (réimpr. fréquentes, nouvelle présentation en 1998), 1re éd., 222 p., 22 cm (ISBN 2-10-003716-1 et 978-2-10-003716-2, OCLC 31877335, BNF 33084617, présentation en ligne)
- Kevin Lynch (trad. de l'anglais par Chantal Thérond), Voir et planifier : l'aménagement qualitatif de l'espace [« Managing the Sense of a Region »], Paris, Dunod, coll. « Aspects de l'urbanisme », 1982, 215 p., 21 cm (ISBN 2-04-011060-7 et 978-2-04-011060-4, OCLC 299379562, BNF 34688575)